# Ilse (voornaam)
Ilse is een van oorsprong Duitse meisjesnaam. Het is een korte vorm van de Hebreeuwse naam Elisabeth. De naam kan op twee manieren worden uitgesproken: als "ìlse" (met een i, als in "wit") of "ílse" (met een ie, als in "wiel", een minder vaak voorkomende spelling is Ylse.). Veel naamdraagsters hebben een duidelijke persoonlijke voorkeur en zullen mensen die hun naam verkeerd uitspreken, daar op wijzen. In Nederland zal men de naam meestal met een korte i uitspreken.
De schrijfwijze van de naam Ilse kan in blokletters of getypt soms verwarrend zijn, omdat de hoofdletter "i" en de kleine letter "L" sterk op elkaar lijken (en er in sommige lettertypen exact hetzelfde uitzien).

## Bekende naamdraagsters
- Ilse Weber (1903), schrijfster
- Ilse Werner (1921), Duitse actrice en zangeres
- Ilse Starkenburg (1963), Nederlandse schrijfster en dichteres
- Ilse Huizinga (1966), Nederlandse jazzzangeres
- Ilse Uyttersprot (1967-2020), Vlaamse politica
- Ilse De Meulemeester (1971), Miss België
- Ilse Warringa (1975), Nederlands actrice
- Ilse Heus (1976), Nederlandse actrice
- Ilse Heylen (1977), Belgische judoka
- Ilse DeLange (1977), Nederlandse countryzangeres
- Ilse Broeders (1977), Nederlandse bobsleester
- Ilse Liebens (1979), Vlaamse presentatrice, journalist